# Павильон № 6 «Абхазия» на ВДНХ
Павильон «Абхазия» — шестой павильон ВДНХ, построенный в 1952—1954 годах. Изначально носил название «Литовская ССР», в 1964—2014 годах — «Химия».

## История
Павильон был построен в 1952—1954 годах под названием «Литовская ССР» по проекту архитекторов Я. А. Кумписа, Ю. А. Лукошайтиса и К. К. Шешельгиса. Тогда, при послевоенной реконструкции выставки, было решено построить отдельные павильоны для всех трёх прибалтийских республик, тогда как до войны существовал один посвящённый им павильон. Павильон № 6 оформлен в стиле сталинского ампира, с применением народных литовских мотивов. В плане здание прямоугольное, и парадный вход в него асимметрично расположен на углу и обрамлён портиком с двумя колоннами. Изначально портик украшала скульптурная композиция с гербом Литовской ССР (скульпторы Ю. П. Колесников и А. Л. Степанян). Залы павильона отделаны материалами, широко используемыми в Литве, — янтарём, цветным стеклом, льняными тканями, мореным дубом.
Первая экспозиция павильона была посвящена культуре и традиционным ремёслам, а также новейшим промышленным предприятиям Литовской ССР. В 1964 году, с переходом ВДНХ с республиканского принципа на отраслевой, тематика павильона была полностью изменена, и он получил название «Химия», с соответствующей полной заменой экспозиции. Новая экспозиция делилась на семь разделов: «Вводный», «Строение вещества и наука о химических процессах», «Неорганическая химия», «Электрохимия», «Элементоорганическая химия», «Нефтехимия» и «Высокомолекулярные соединения». Каждый из них был посвящён достижениям советской науки в соответствующей отрасли. В 1990-е годы существовал проект размещения в павильоне новой экспозиции «Наука и образование», но он не был реализован.
В 2014 году было принято решение о передаче павильона № 6 в аренду Абхазии. Планируется, что с окончанием реставрационных работ в 2018 году в павильоне откроется абхазский торгово-выставочный центр и экспозиции, посвящённые истории, культуре и достижениям Абхазии, а также кафе национальной кухни.

В 2017 году, в процессе реставрации павильона, под кирпичной кладкой были обнаружены исторические барельефы на тематику сельского хозяйства Литовской ССР (один из них — с изображением доярки и свинарки). При переоборудовании павильона под «Химию» в 1969 году барельефы аккуратно заложили кирпичом, благодаря чему они сохранились. Планируется их реставрация с возвратом к первоначальному состоянию.

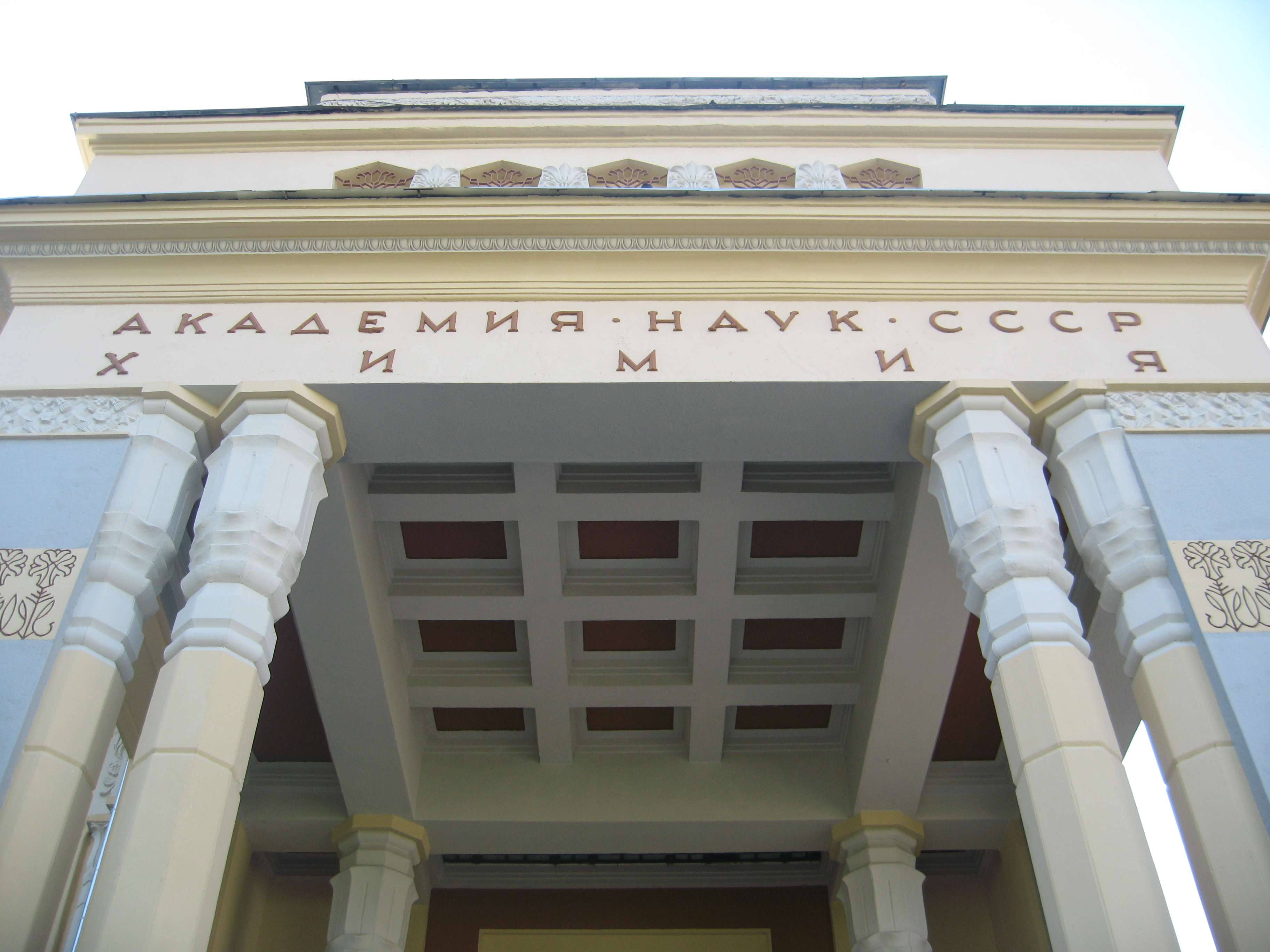
Портик с названием
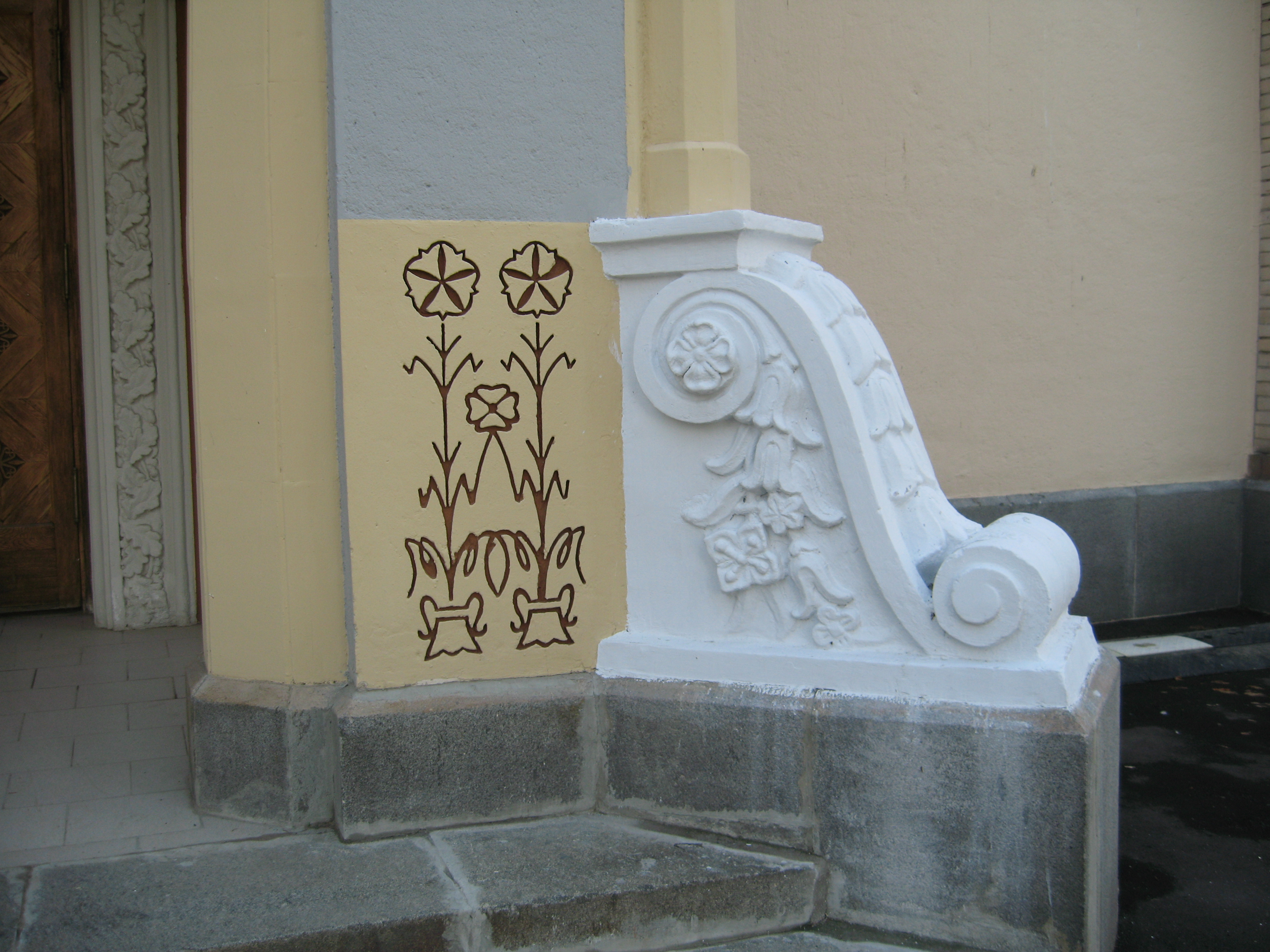
Деталь основания колонны